# Goldbergsee Coburg
Der Goldbergsee Coburg am Rande der Coburger Stadtteile Neuses und Beiersdorf ist ein  Stausee von 145 Hektar Fläche, der als Hochwasserrückhaltebecken projektiert wurde und in das Gesamtkonzept Hochwasserschutz für Coburg und den Itzgrund einbezogen ist. Vorarbeiten wurden bereits 2003 begonnen, Baustart war 2006. Der Anstau folgte ab Ende 2010.

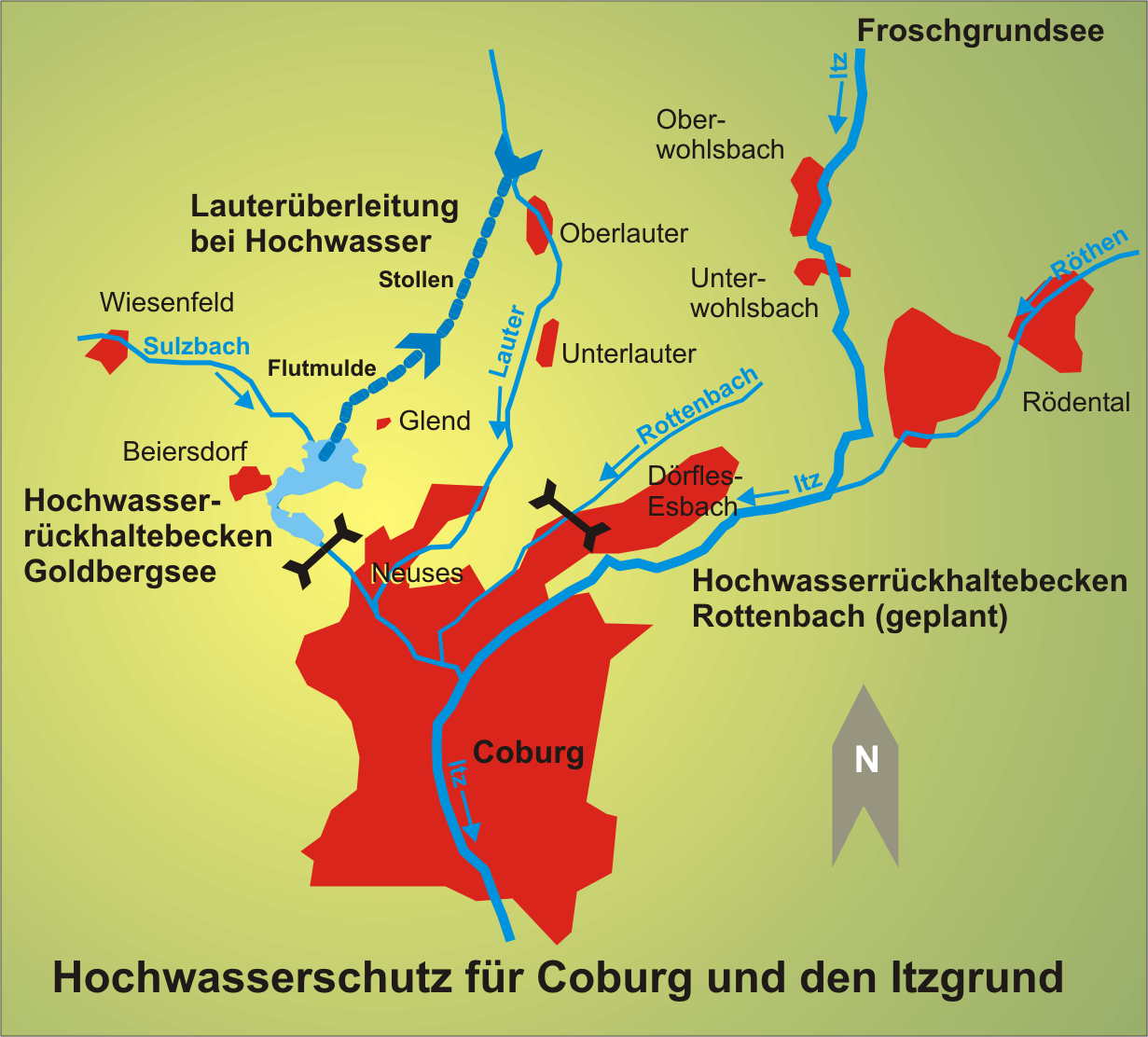
Hochwasserschutz Coburg und Itzgrund

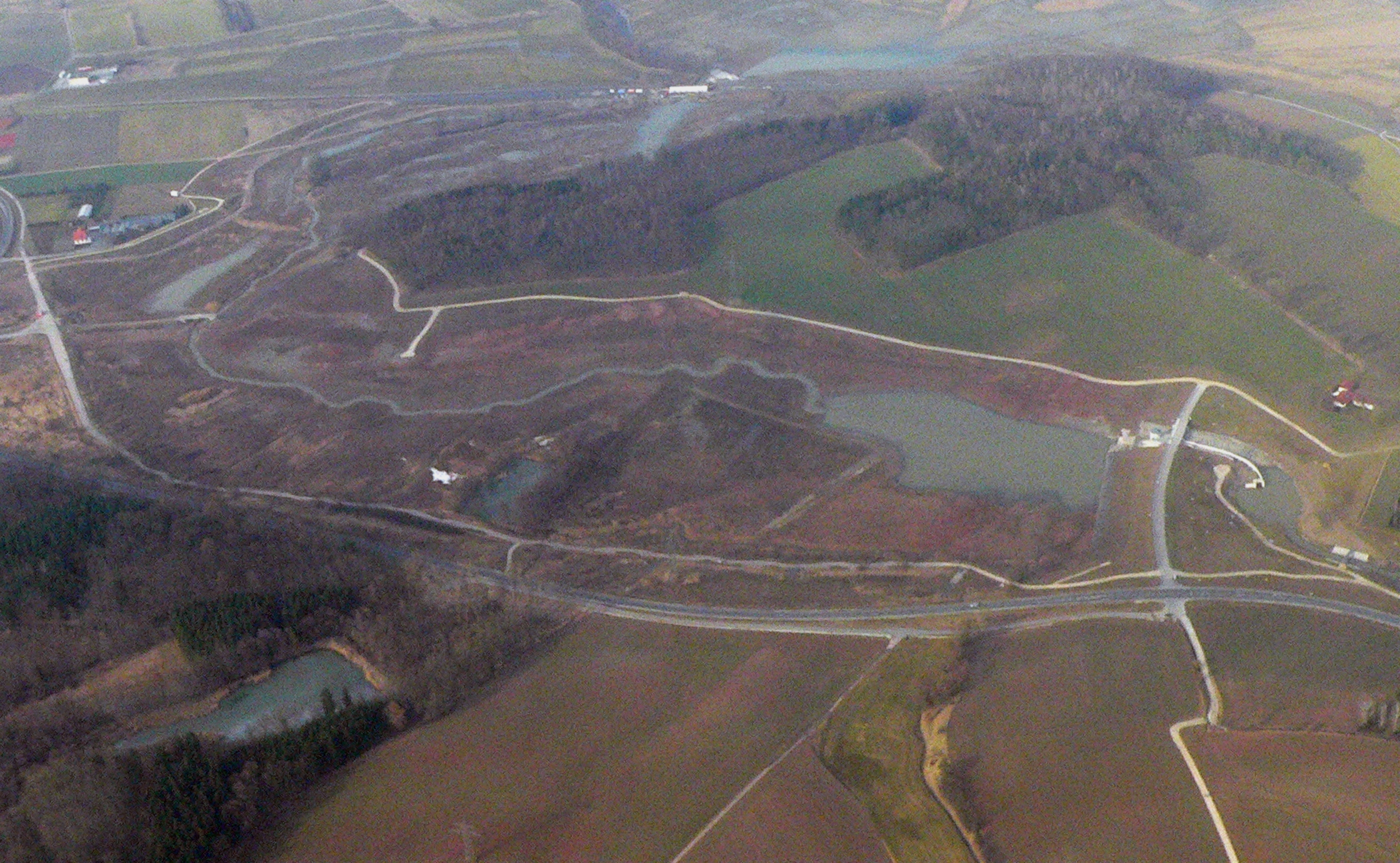
Vor dem Anstau, März 2009

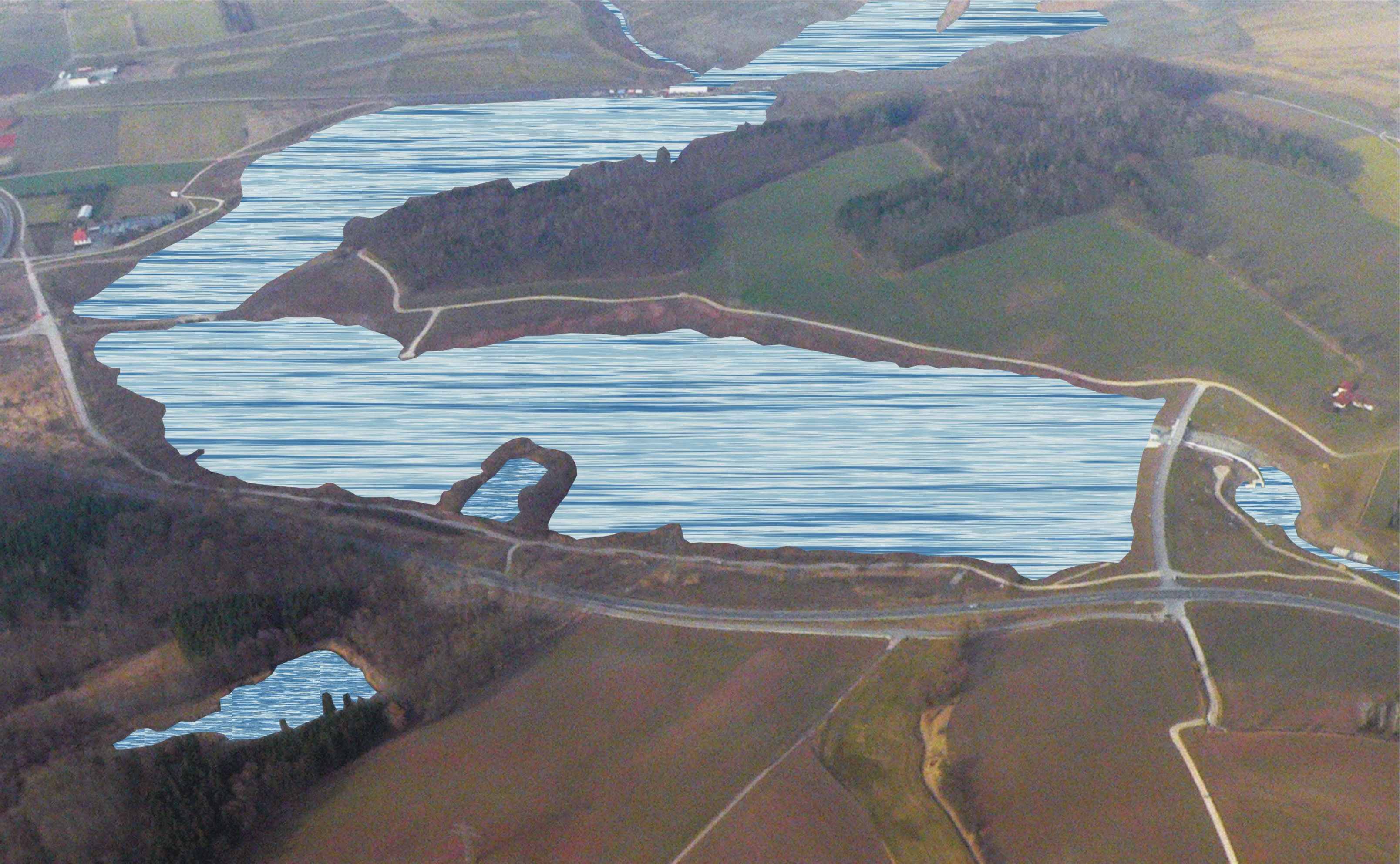
Vorgesehene Füllung bei Maximalstau

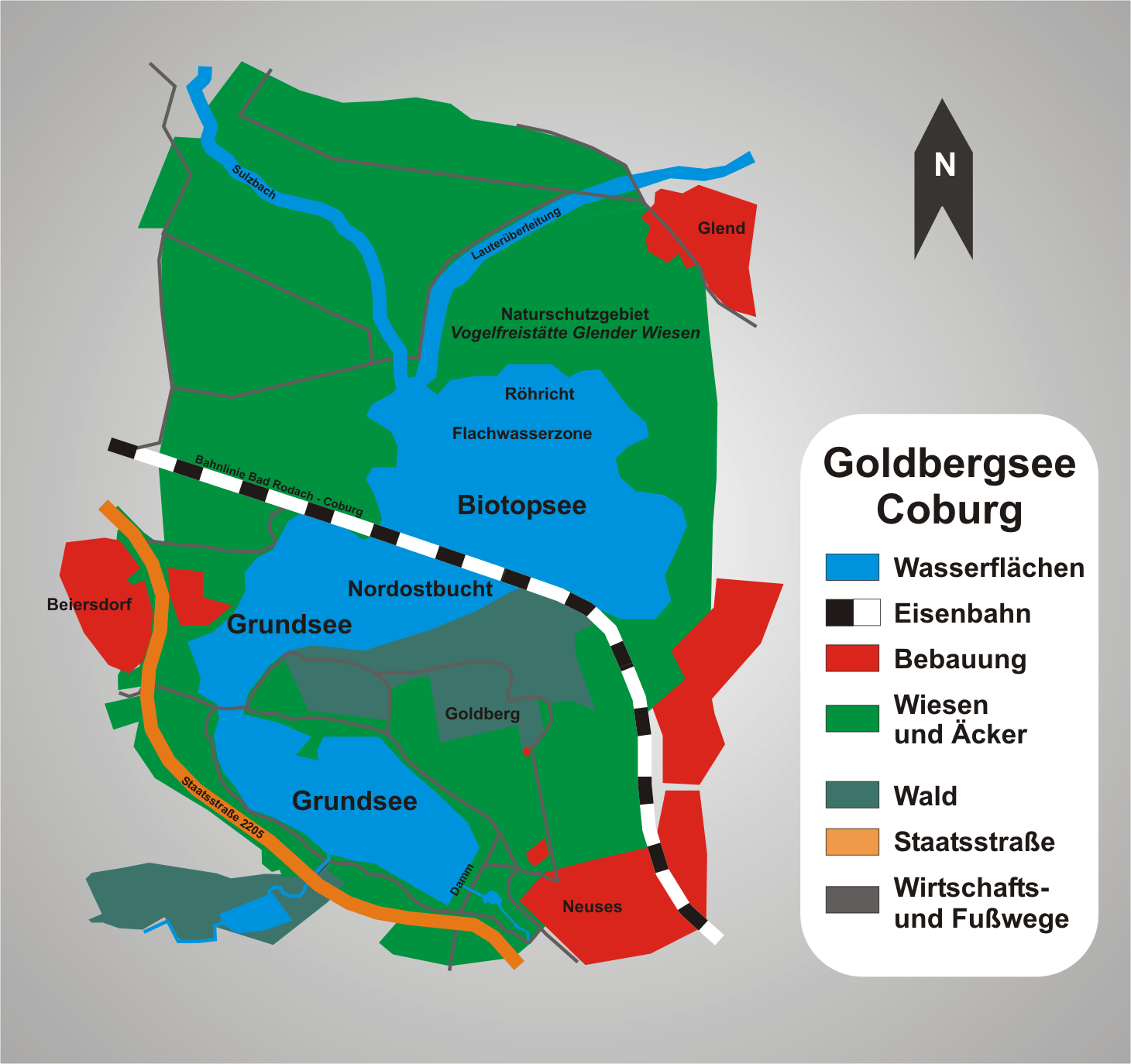
Goldbergsee bei Coburg

## Projekt
Durch das Zusammentreffen von großflächigem Dauerregen mit der Schneeschmelze in den Höhenlagen des Thüringer Waldes entstehen im Flussgebiet der Itz oft Winterhochwasser, die zu Überschwemmungen im Coburger Stadtgebiet und dem sich südlich anschließenden Itzgrund führen. Dem komplexen Zusammenspiel der Itz-Zuflüsse Röden und Lauter und wiederum deren Zuflüsse Sulzbach und Rottenbach wird seit den 1980er Jahren mit einem umfangreichen Hochwasserschutzkonzept begegnet. Coburg, in dessen Innenstadtgebiet Itz und Lauter zusammenfließen, stellt ein Nadelöhr für die abfließenden Wasser dar. Um Überschwemmungen zu verhindern, muss das Hochwasser vor der Stadt zurückgehalten werden.
An der oberen Itz ist seit 1986 das Rückhaltebecken Froschgrundsee in Betrieb. Das Hochwasserrückhaltebecken Goldbergsee Coburg oberhalb von Coburg-Neuses staut vorrangig den Sulzbach auf. Zusätzlich werden die Hochwasser aus dem Lautertal, die mehr als 4 m³/s betragen, bei Bedarf über einen Freispiegelstollen mit einer Gradiente von 0,771 % und eine Flutmulde in den Goldbergsee übergeleitet. Diese technischen Maßnahmen werden durch ökologische Umgestaltungen der genannten Flüsse ergänzt. Dadurch wird der Hochwasserabfluss auch auf natürliche Weise verzögert.
Die Wasserflächen des Goldbergsees Coburg gliedern sich in drei unterschiedliche Bereiche: Den Grundsee, den Biotopsee und die Flutmulde für die Lauterüberleitung. Zwischen Grundsee und Biotopsee quert die Eisenbahnlinie Coburg – Bad Rodach in Dammlage das Gelände. Nördlich des Biotopsees mit einer Flachwasserzone und einem ausgedehnten Röhrichtbestand schließt sich das Naturschutzgebiet Vogelfreistätte Glender Wiesen an. Im Herbst wird der Grundsee um bis zu zwei Meter abgesenkt, um zusätzlichen Hochwasserrückhalteraum zu gewinnen. Der Biotopsee wird zur Schonung der Vegetation nur um einen halben Meter abgesenkt.

## Technische Angaben
Der Goldbergsee Coburg hat im Sommer eine Wasserfläche von rund 71,5 Hektar, im Winterstau ist sie 31,3 Hektar groß. Bei Hochwasser können bis zu 145 Hektar überstaut werden. Das gesamte Einzugsgebiet umfasst 52 Quadratkilometer. Die Höhe des Dammbauwerks beträgt 7,0 Meter über der Talsohle, die Kronenlänge 290 Meter. Als Gesamtstauraum werden 4,0 Millionen Kubikmeter, als Hochwasserrückhalteraum rund 2,0 Millionen Kubikmeter angegeben. Die Gesamtkosten für den Bau des Projektes betrugen 29,5 Millionen Euro. Hierin sind auch die Kosten für die Höherlegung der Staatsstraße 2205 zwischen den Coburger Stadtteilen Neuses und Beiersdorf enthalten.
Die Überleitung des Hochwassers der Lauter, die für maximal 17,5 m³/s ausgelegt ist, ist 4250 Meter lang. Sie besteht aus einem etwa 1500 Meter langen Flutgerinne, einer 800 Meter langen freien Fließstrecke entlang dem Kleinbachsgraben und einem 1945 Meter langen Überleitungsstollen. Der Freispiegelstollen hat bei dreieinhalb Meter Innendurchmesser 8,44 Quadratmeter lichte Querschnittsfläche. Er wurde auf einer Länge von 1750 Metern bergmännisch hergestellt. Der Auftrag für den Bau des Stollens und wasserbauliche Bauwerke im Ein- und Auslaufbereich wurde im August 2009 für rund 20 Millionen Euro vergeben, am 10. November 2009 war der offizielle Tunnelanschlag bei Beuerfeld und am 16. Februar 2011 der Tunneldurchschlag in Oberlauter. Die Bauausführung war bis Ende 2012 beendet. 2003 war das Bayerische Staatsministerium für Umwelt, Gesundheit und Verbraucherschutz noch von 12 Millionen Euro Kosten ausgegangen, das Wasserwirtschaftsamt Kronach veranschlagte den Gesamtauftragswert ursprünglich auf 16 Millionen Euro. Die Gesamtkosten der Überleitung wurden auf 20,8 Millionen Euro geschätzt und sind auf 25,3 Millionen Euro gestiegen. Am 23. Dezember 2012 floss erstmals Wasser aus der Lauter durch einen Stollen in den Goldbergsee.

## Bilder zu Baugeschichte und Bauwerken

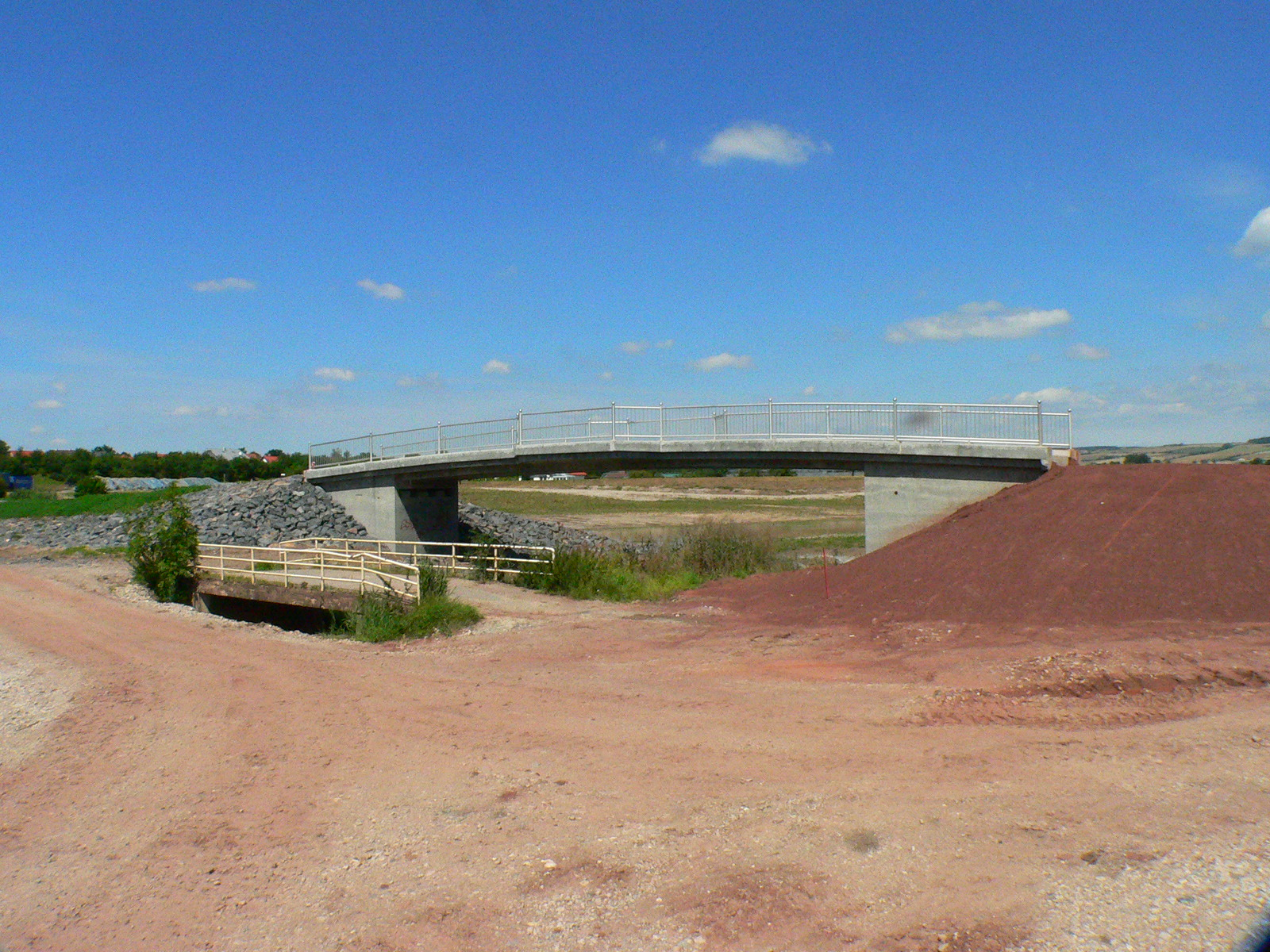
Alte und neue Sulzbachbrücke, August 2007
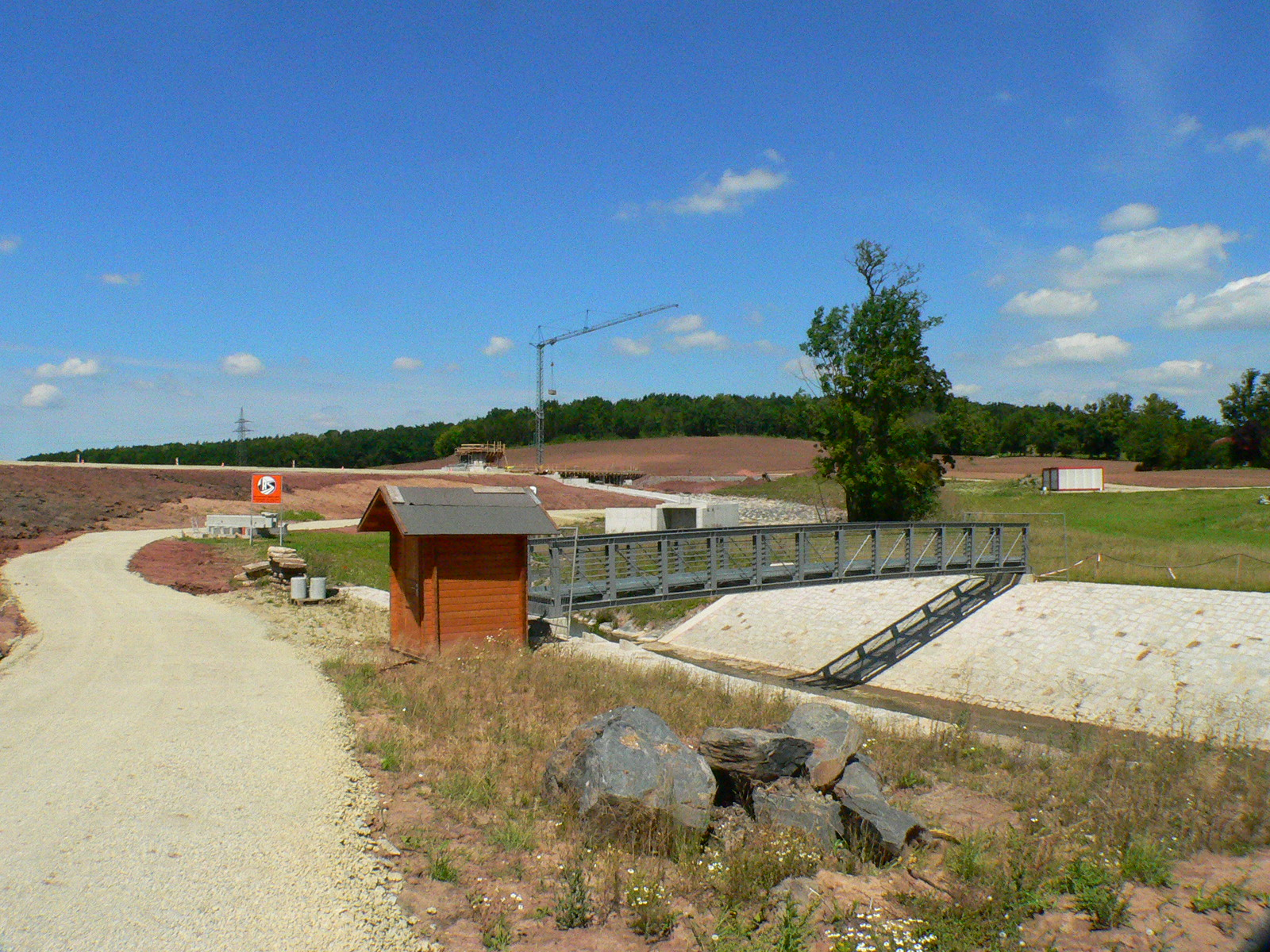
Fertiger Damm und neues Bachbett, August 2007
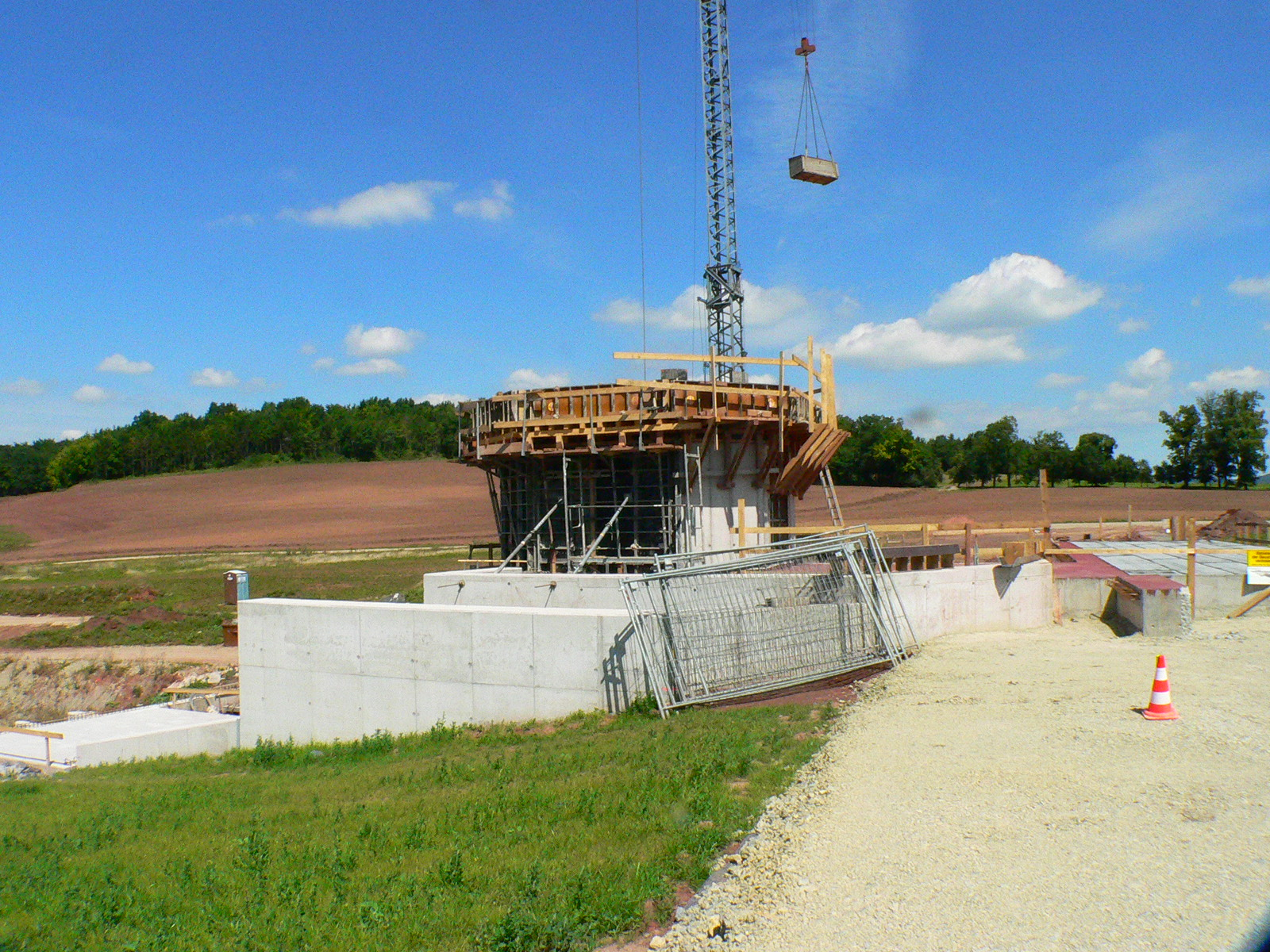
Schieberhaus in Bau, August 2007
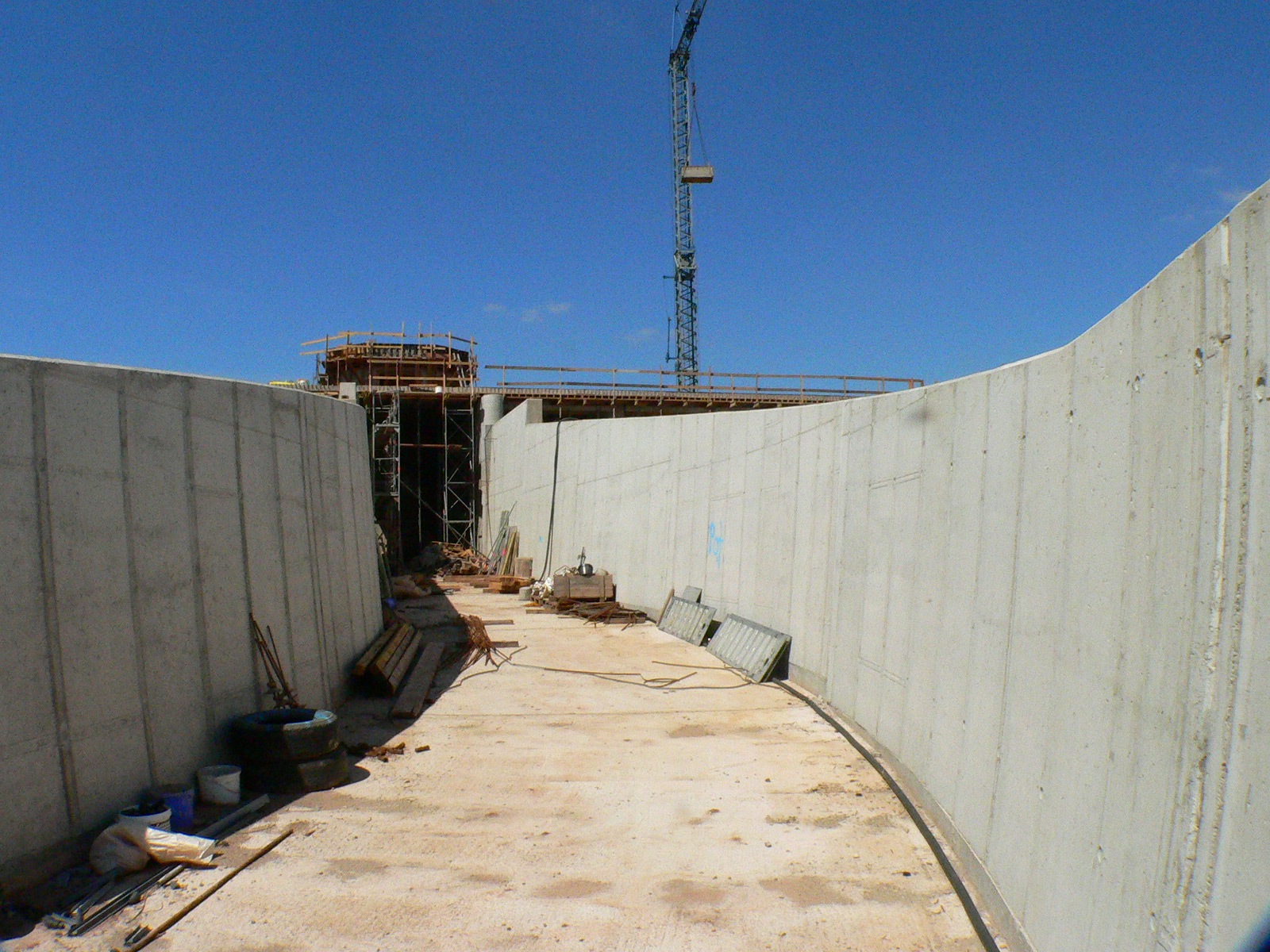
Fischtreppe, August 2007
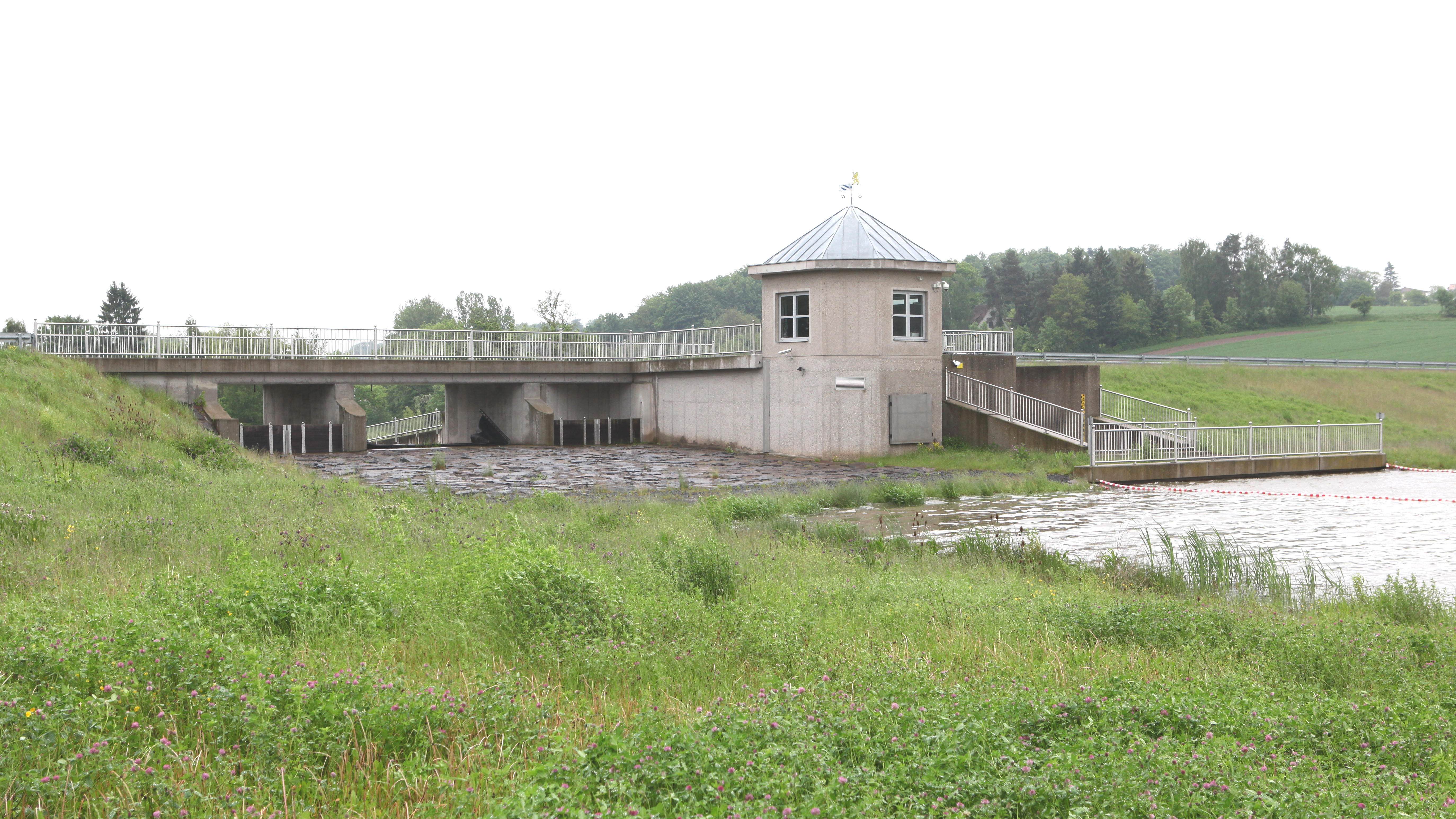
Auslaufbauwerk
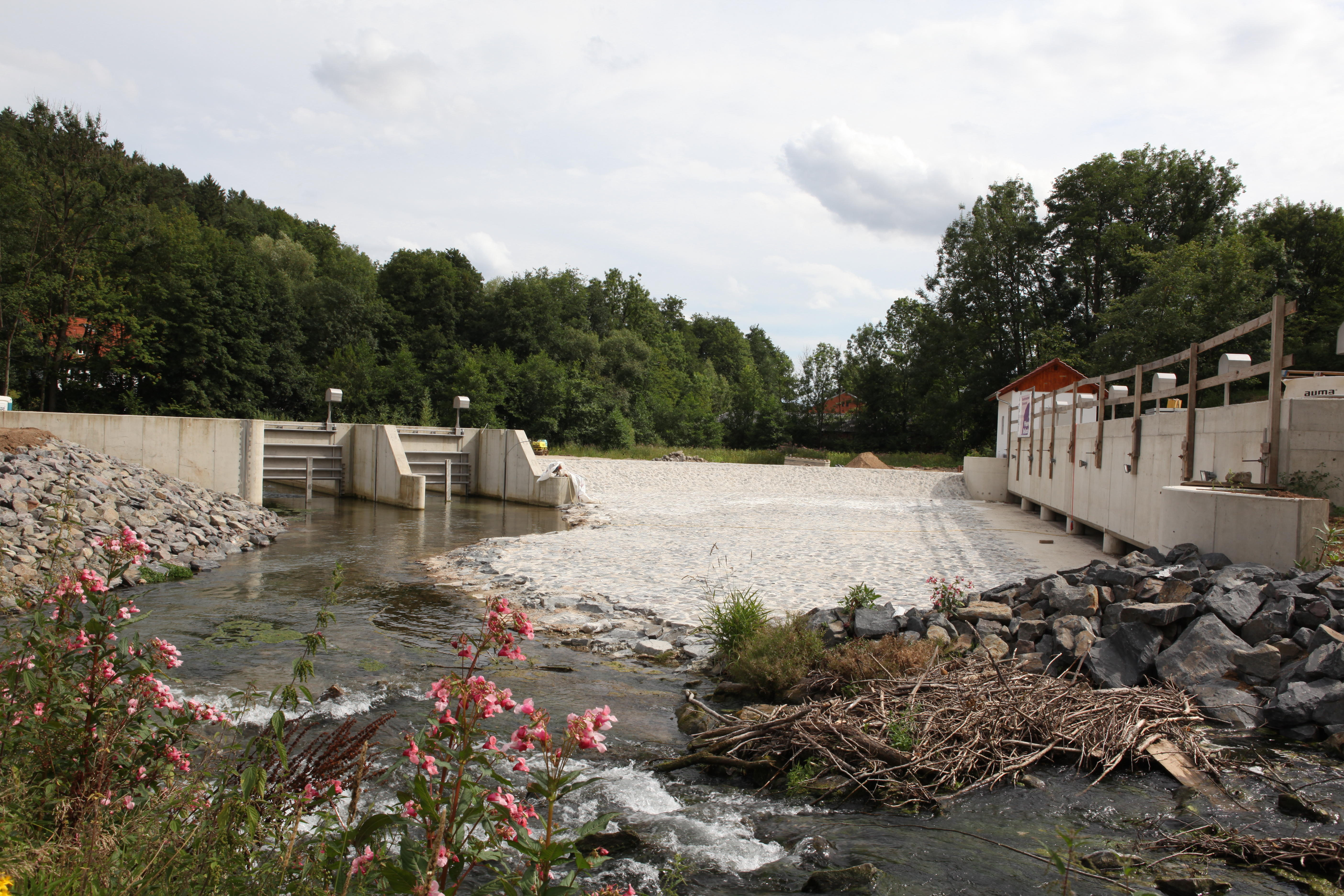
Einlaufbauwerk des Überleitungsstollens
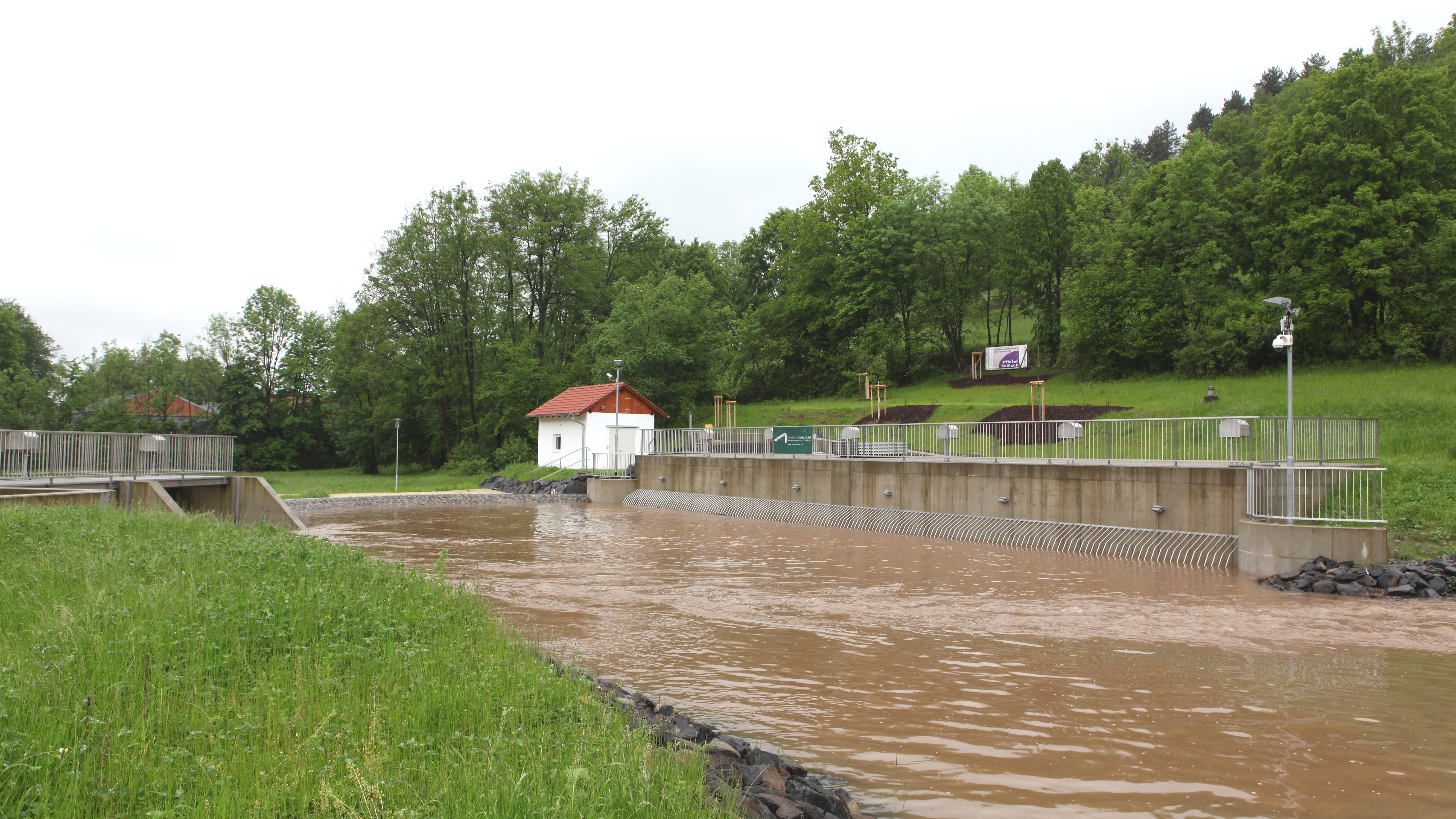
Einlaufbauwerk des Überleitungsstollens bei Hochwasser
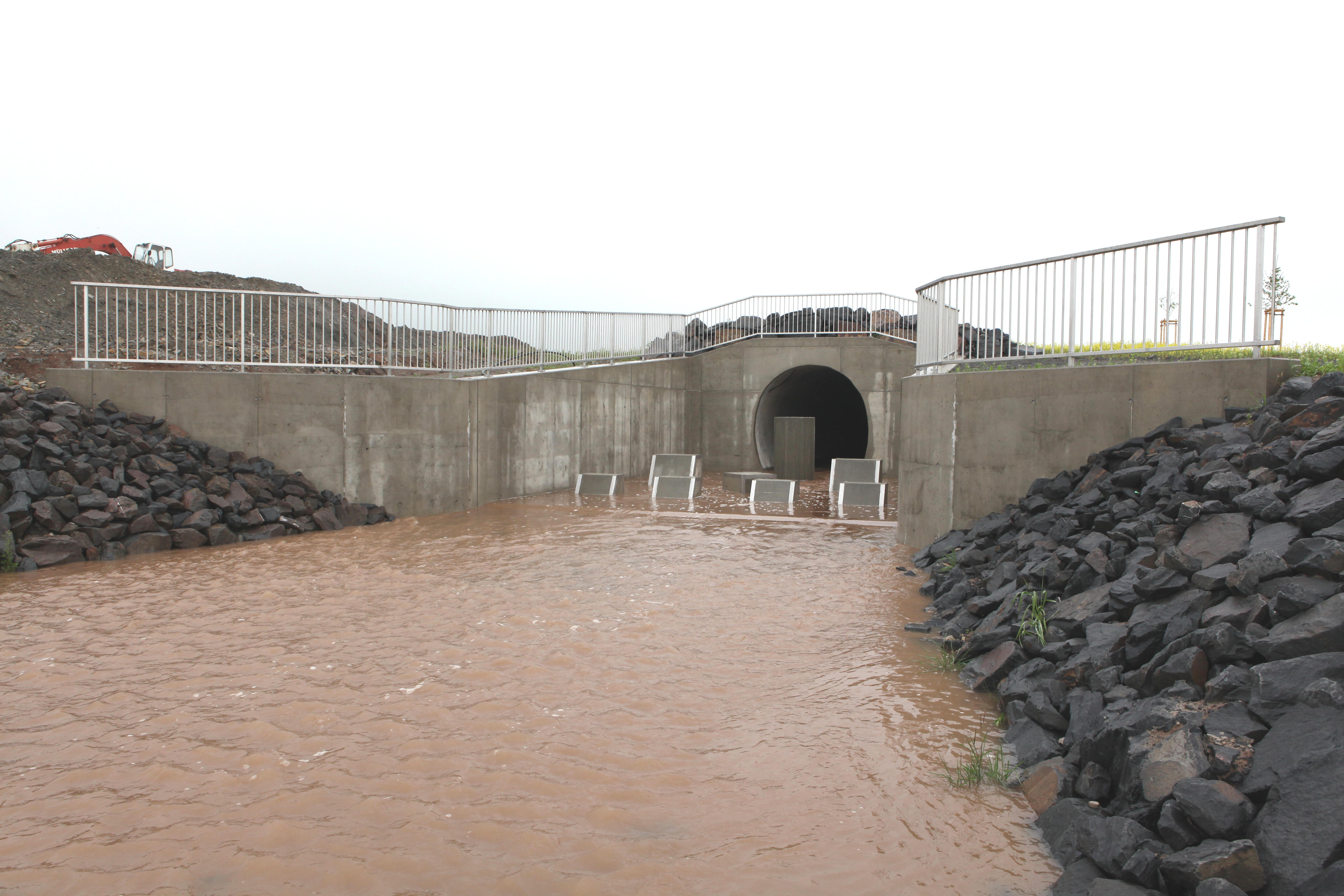
Auslaufbauwerk des Überleitungsstollens bei Hochwasser